# Gonzalo Zurro Fanjul
Gonzalo Zurro Fanjul (ur. w 22 października 1912 w Aviléso, zm. 7 października 1934 w Oviedo) – hiszpański męczennik, ofiara wojny domowej w Hiszpanii w latach 1936-39, błogosławiony Kościoła katolickiego.

## Życiorys
Urodził się w 1912 roku w Avilés. Od młodości był wielkim czcicielem Matki Bożej. Był działaczem Akcji Katolickiej. Interesował się historią, literaturą i posiadał zdolności pisarskie. W wieku 11 lat wstąpił do niższego seminarium duchownego w Valdediós, a później przeniósł się do Oviedo. Został zamordowany w wieku 21 lat przez republikanów w czasie wojny domowej w Hiszpanii 7 października 1934 roku w Oviedo. Jego ostatnie  słowa przed śmiercią brzmiały „Viva Cristo Rey!” (Niech żyje Chrystus Król!). 7 listopada 2018 papież Franciszek podpisał dekret o jego męczeństwie. Beatyfikacja jego i innych 8 kleryków–męczenników z Oviedo odbyła się 9 marca 2019.  